# Carl August Lorentzen
Carl August Lorentzen (11. oktober 1896 på Frederiksberg – 1. juni 1958 i Horsens Statsfængsel) var en dansk indbrudstyv, der blev kendt for sin spektakulære flugt fra Horsens Statsfængsel lillejuleaften 1949.

## Opvæksten
Carl August blev født i 1896 på Frederiksberg som nr. to af en børneflok på fire. Hans forældre, Niels Jørgen Carl Lorentzen og Caroline Augusta Lorentzen, blev gift den 3. december 1893 i Frederiksberg Kirke. Caroline var 16 år og Niels Jørgen 11 år ældre.
I februar 1895 blev Ellen født, Carl August den 11. oktober 1896, Vilhelm i november 1898 og Elise i oktober 1900.
Faderen arbejdede som smed på Burmeister og Wain. Hans alkoholproblemer tiltog, han mistede sit gode job og blev senere arbejdsmand på Toldboden. Problemerne tårnede sig op for familien, og i maj 1905 begærede Caroline skilsmisse. Den blev bevilget.
Familien blev spredt for alle vinde. Vilhelm blev adopteret af familien Kleine, Carl August blev hos faderen i kort tid, men han kunne ikke tage vare på ham, og Carl August kom på børnehjem. Den 1. juni 1905 blev Carl August indskrevet på børnehjemmet Godthåb på Frederiksberg. Ellen blev hos moderen, og Elise kom på børnehjem på Falster. Carl August begyndte et liv, hvor han røg ind og ud af institutioner.
Moderen blev ekspeditrice og blev den 1. maj 1912 gift med den 17 år ældre skomagermester Frantz Lauritz Frandsen. Allerede inden var det blevet muligt for hende at få Carl August hjem. Moderen, Ellen og Carl August boede i Nansensgade, til de flyttede til Frandsen i Fiolstræde 24 den 1. maj 1912.

## En kriminel karriere
Han begyndte at rapse sammen med sin kusine Lona Lorentzen, som han senere giftede sig med to gange. Han tog blandt andet fuglefoder fra et par ældre damer i Nyboder og æbler fra Kongens Have. Det skete for at overleve; faderen lod ham gå for lud og koldt vand. Da han kom på børnehjem, herskede der heller ingen tvivl om hans trang til at rapse. Det blev nævnt i børnehjemmets rapport, der findes på Frederiksberg Rådhus.
Der var ikke noget galt med Carl Augusts hoved, tværtimod. Han var intelligent og fik gode karakterer i Vester Voldgades Skole.
Han kom dog hurtigt ud i kriminalitet og fik sin første dom: 60 dages tugthus i september 1912, få måneder efter moderens bryllup. Han havde sammen med et par kumpaner pengeafpresset en homoseksuel tjener fra en restaurant i Tivoli. Carl August var ikke primus motor, men fik den første af en mængde domme. 

## En gentlemantyv
Hans karriere som indbruds- og pengeskabstyv var en farverig serie af kriminalitet - til tider ovenikøbet af underholdende karakter. Et pengeskabsfirma havde pralet af, at det fremstillede et indbrudssikret pengeskab. Det udfordrede Carl August, der brød ind i skabet, lagde en seddel, hvorpå der stod, Han ku'! Han lod en større sum urørt i skabet.
Lorentzen var ikke en simpel forbryder, men en gentlemantyv: Han brugte aldrig våben og forsøgte kun en gang at gøre modstand, da han blev afsløret efter en langvarig flugt. Han blev altid fanget efter forbrydelserne (pengeafpresning, pengeskabstyverier og ganske almindelige indbrud, og tyvekosterne endte hos hælere). I fængslet var han velanset: en høflig, intelligent fange, der nærmest blev folkehelt natten til lillejuleaften 1949, hvor han efter adskillige måneders pertentligt arbejde havde gravet en tunnel, der førte ham ud i friheden. "Hvor der er en vilje, er der også en vej", skrev han på en seddel ved indgangen til tunnelen. Desværre nåede han kun at være ude i ganske få dage. En gårdejer og et par karle på en gård i Ølsted i nærheden af Horsens overmandede ham en sen nattetime i gårdens spisekammer. Carl August havde tilbragt flere nætter på gården og forsynet sig i spisekammeret. Men han kom til at efterlade spor. Det ansporede gårdmanden til at holde vagt. Kun få dage efter sin flugt sad Carl August igen i Horsens Statsfængsel. PH skrev en lang artikel, hvori han plæderede for Carl Augusts benådning. Det havde PH ikke held til. Mange danskere skrev kort og breve til ham fra nær og fjern. Han fik en ven i forfatterinden Karen Stampe Bendix. Det førte igen til et venskab med en landsretssagfører, hos hvem han senere fik ophold.
Carl August Lorentzen elskede berømmelsen og ville gerne kendes for sin kunst. De senere år i fængslet lavede han spændende tegninger og snittede blyanter med figurer i - bl.a. en af Charles Chaplin. Hans ønske om at være kendt resulterede i navneforandring, få år før han døde. Carl August Lorentzen kom til at hedde Carl August Kentman. Han var så kendt, at et cirkus havde ham på plakaten som udbryderkonge. Et ugeblad – Det Ny Magasin – der kun eksisterede i 1955, trykte hans memorier: en romantisk tilrettet livshistorie spækket med hans spændende og skæbnesvangre oplevelser i den danske underverden.

## Død
Lorentzen døde af en hjertelammelse den 1. juni 1958 i Horsens Statsfængsel. Han havde kun været fem år i frihed i hele sit voksne liv.